# Espreia-Neisse
Espreia-Neisse (em alemão:  Spree-Neiße) é um distrito (kreis ou landkreis) da Alemanha localizado no estado de Brandemburgo.

## Cidades e municípios
| Cidades (livres) | Ämter - associações municipais | |
| 1. Drebkau 2. Forst (Lausitz) 3. Guben 4. Spremberg 5. Welzow Municípios (livres) 1. Kolkwitz 2. Neuhausen/Spree 3. Schenkendöbern | 1. Burg (Spreewald) 1. Briesen 2. Burg1 3. Dissen-Striesow 4. Guhrow 5. Schmogrow-Fehrow 6. Werben 2. Döbern-Land 1. Döbern1, 2 2. Felixsee 3. Groß Schacksdorf-Simmersdorf 4. Jämlitz-Klein Düben 5. Neiße-Malxetal 6. Tschernitz 7. Wiesengrund | 3. Peitz 1. Drachhausen 2. Drehnow 3. Heinersbrück 4. Jänschwalde 5. Peitz1, 2 6. Tauer 7. Teichland 8. Turnow-Preilack |
| 1sede do Amt; 2cidade | | |